# Hun fik ham ikke
Hun fik ham ikke er en dansk stumfilm fra 1920, der er instrueret af Lau Lauritzen Sr. efter manuskript af Kai Allen.

## Handling
Denne artikel mangler et handlingsreferat. Hjælp os med at skrive det.

## Medvirkende
- Lauritz Olsen - Rembrandt Hansen, kunstmaler
- Ragnhild Sannom - Wille Hansen, billedhuggerinde
- Carl Schenstrøm - Hans P. Langben
- Kate Fabian - Dyveke Hansen
- Frederik Buch - En tyveknægt